# Happiness is the Road
Happiness is the Road är den brittiska rockgruppen Marillions femtonde album utgivet oktober 2008. 
Michael Hunter återkom som producent.
Det var det tredje albumet som ingick i en kampanj, en s.k Gräsrotsfinansiering, där skivan förbetalades av fansen, innan den var inspelad. 
Alla namn på dem som förbeställde fick vara med i innerkonvolutet.

Två kortare Europaturnér och festival-spelningar efterföljdes. 9 juni 2009 spelade Marillion på Sweden Rock Festival.

## Låtlista[3]

### CD 1
Volume 1: Essence
1. Dreamy Street  1:58
2. This Train Is My Life  4:46
3. Essence  6:25
4. Wrapped Up In Time  5:02
5. Liquidity  2:08
6. Nothing Fills The Hole  3:19
7. Woke Up  3:36
8. Trap The Spark  5:38
9. A State Of Mind  4:29
10. Happiness is the Road  10:01
11. Half Full Jam  6:47

### CD 2
Volume 2 : The Hard Shoulder
1. Thunder Fly  6:20
2. The Man From The Planet Marzipan  7:51
3. Asylum Satellite #1  9:28
4. Older Than Me  3:08
5. Throw Me Out  3:57
6. Half The World  5:04
7. Whatever Is Wrong With You  4:12
8. Especially True  4:33
9. Real Tears For Sale  7:34